# Statue de la Liberté (Saint-Marin)
Pour les articles homonymes, voir Statue de la Liberté (homonymie).
La statue de la Liberté (en italien : Statua della Libertà) est une œuvre du sculpteur Stefano Galletti (it) qui fut offerte par la comtesse Otilia Heyroth Wagener de Berlin à la République en 1876, lorsqu'elle était devenue comtesse d'Acquaviva.
Réalisée dans le style néo-classique en marbre blanc de Carrare, elle est située entre Parva Domus (it) et le Palazzo Pubblico.
La statue symbolise le rétablissement de liberté, représentée comme une guerrière avançant farouchement avec une main tendue vers l'avant et l'autre avec un drapeau ; sur la tête de la statue se trouve une couronne à trois tours représentant la ville fortifiée de Saint-Marin.

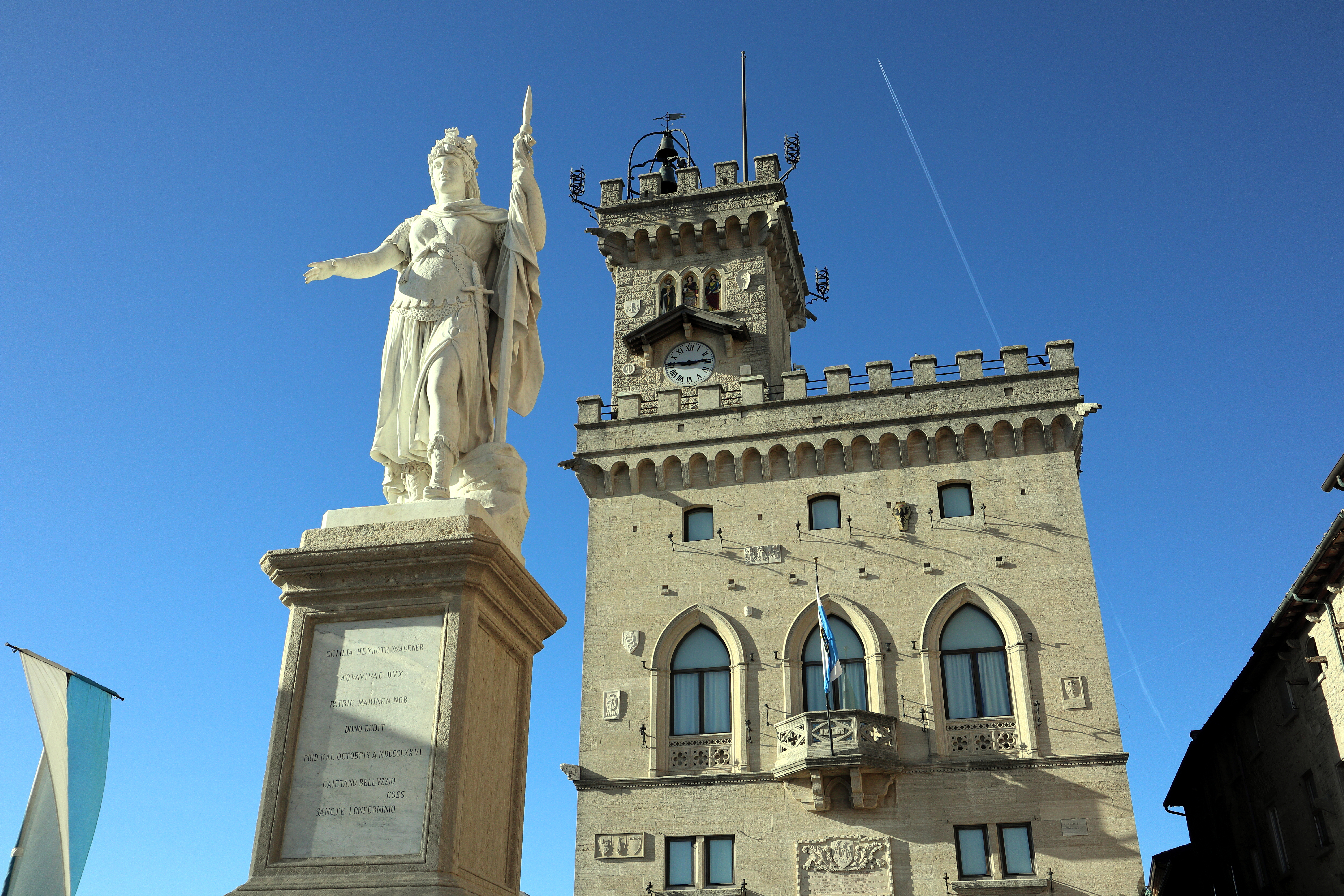
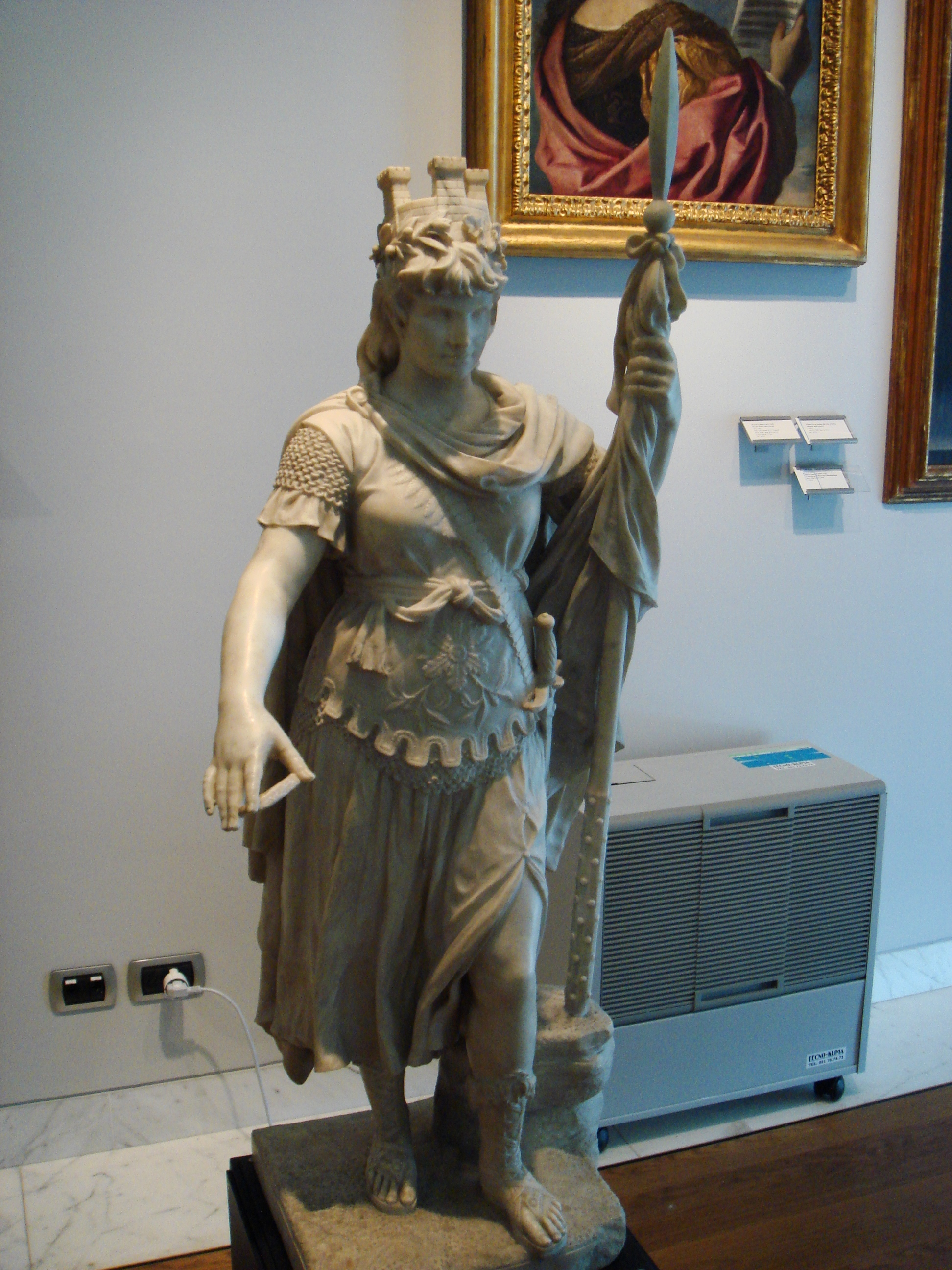